# Roccadaspide
Roccadaspide är en ort och kommun i provinsen Salerno i regionen Kampanien i Italien. Kommunen hade 7 116 invånare (2017).